# Бюро метеорології (Австралія)

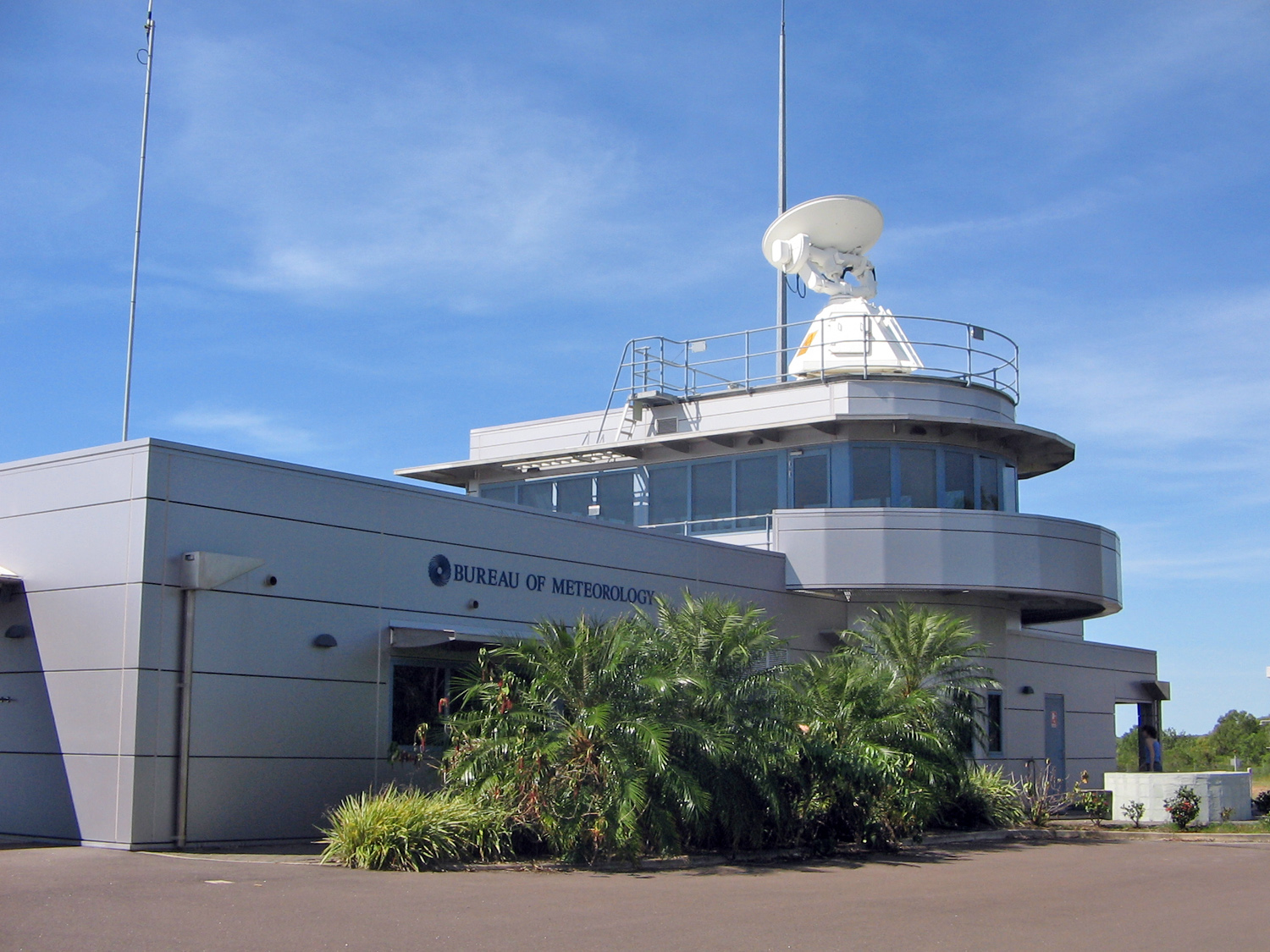
Метеопост в аеропорту Дарвіна

Бюро метеорології (англ. Bureau of Meteorology) — урядове агентство австралійського уряду, що відоповідає за надання послуг прогнозування погоди та попередження про небезпечні явища в Австралії та навколишніх районах. Організація була заснована в 1906 році за Метеорологічним актом та об'єднала метеорологічні служби окремих штатів, що існували до того. Штати офіційно передали бюро всі повноваження 1 січня 1908 року. Штаб-квартира організації знаходиться у Докленді, приміському районі Мельбурна, регіональні офіси є у столиці кожного зі штатів країни. Бюро також є одним з регіональних спеціалізованих метеорологічних центрів, що надає попередження про тропічні циклони на півдні та південному заході Тихого океану.